# Eretris decorata
Eretris decorata är en fjärilsart som beskrevs av Felder 1867. Eretris decorata ingår i släktet Eretris och familjen praktfjärilar. Inga underarter finns listade i Catalogue of Life.